# Lockerbie
Lockerbie (gael. Logarbaidh) – miasto w południowej Szkocji, w jednostce administracyjnej Dumfries and Galloway (historycznie w Dumfriesshire), liczące 4009 mieszkańców (2001), położone ok. 120 km od Glasgow i ok. 30 km od granicy z Anglią.
21 grudnia 1988 nad Lockerbie miała miejsce katastrofa lotu Pan Am 103. Był to drugi co do skali (zaraz po katastrofie lotu Air India 182) zamach terrorystyczny w historii przed atakiem z 11 września na World Trade Center i Pentagon w Stanach Zjednoczonych.

## Galeria

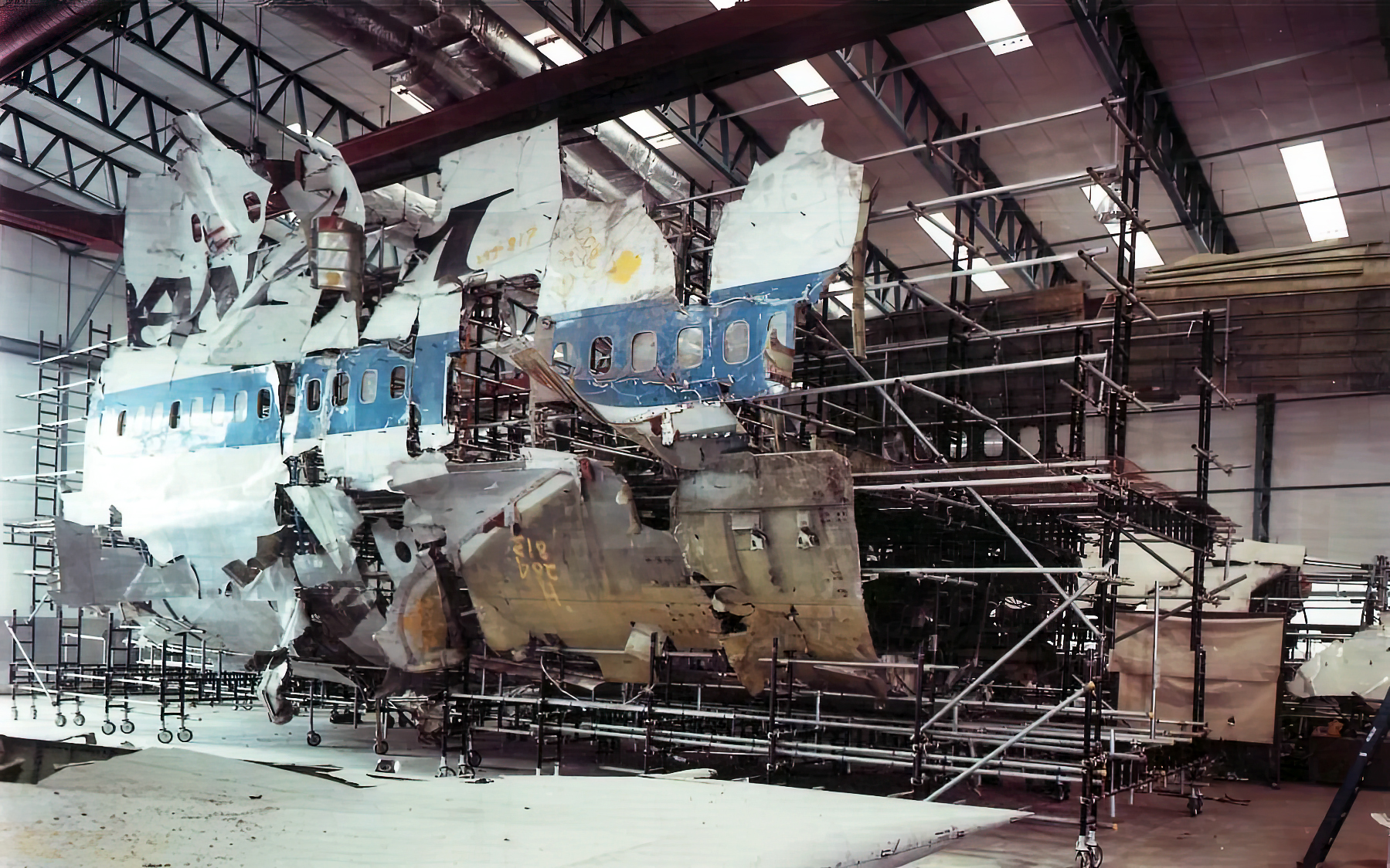
Powypadkowe odtwarzanie samolotu linii PANAM z pozostałych elementów
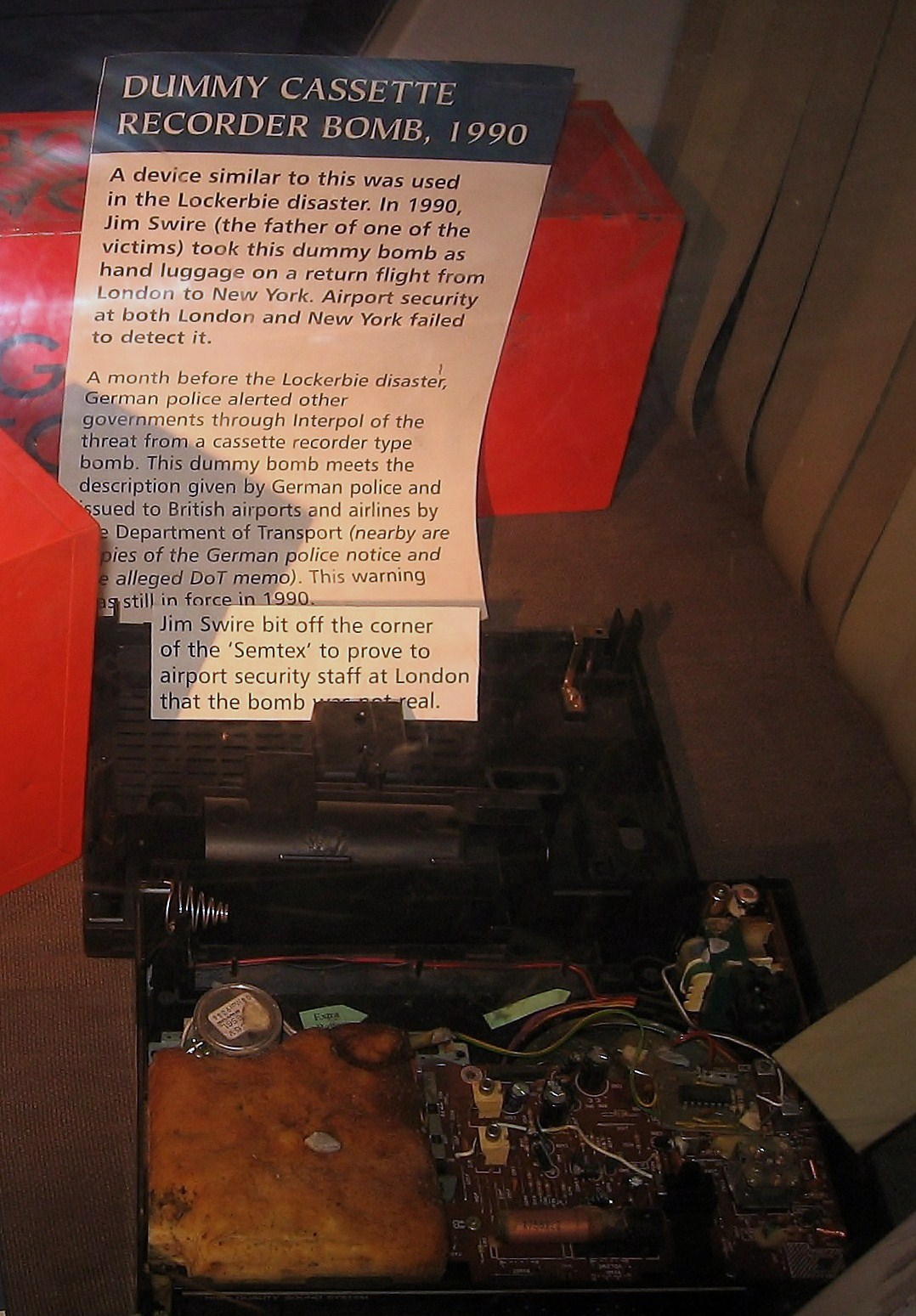
Makieta bomby użytej dla wykazania nieskuteczności badania bagaży
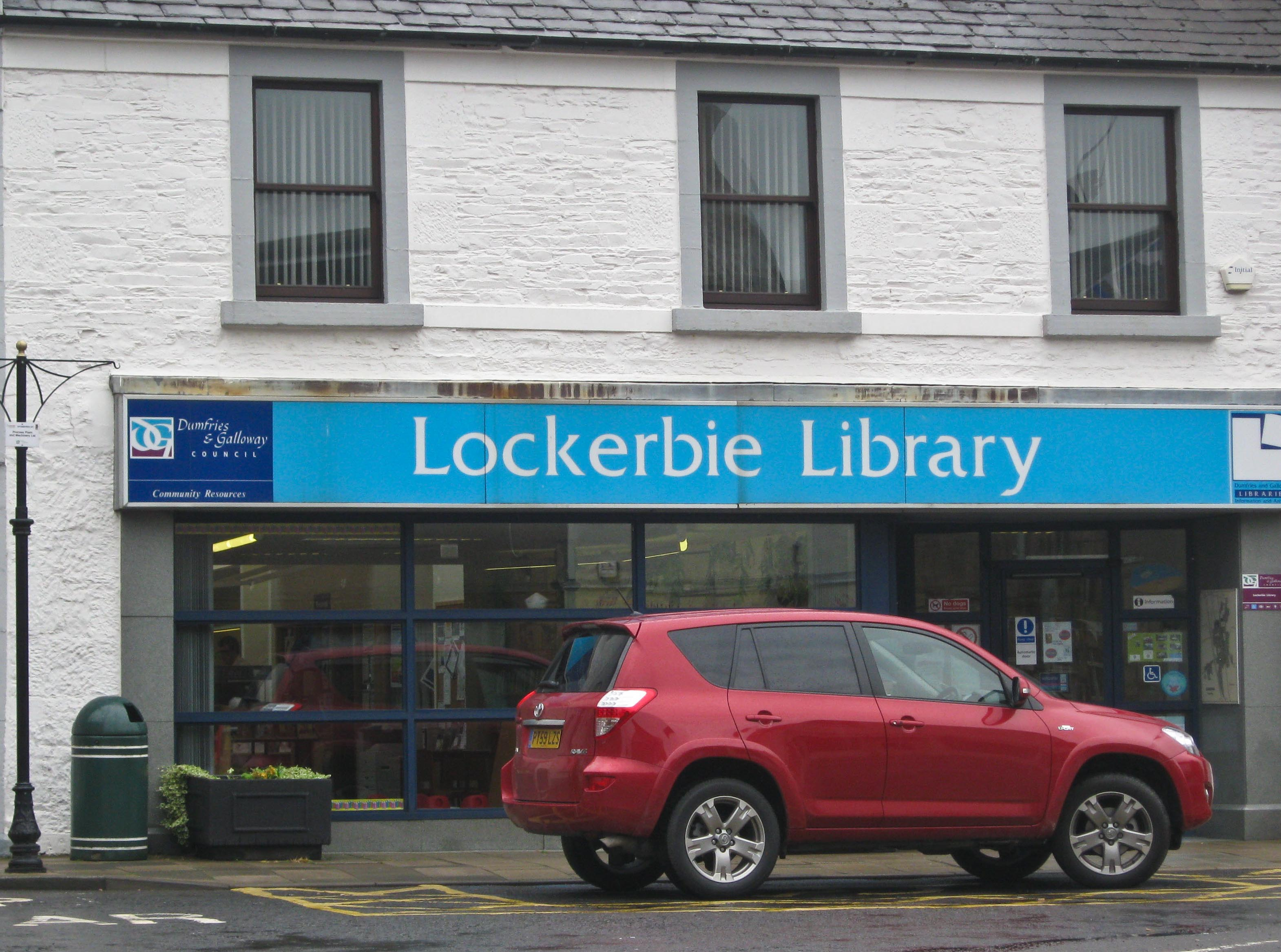
Biblioteka
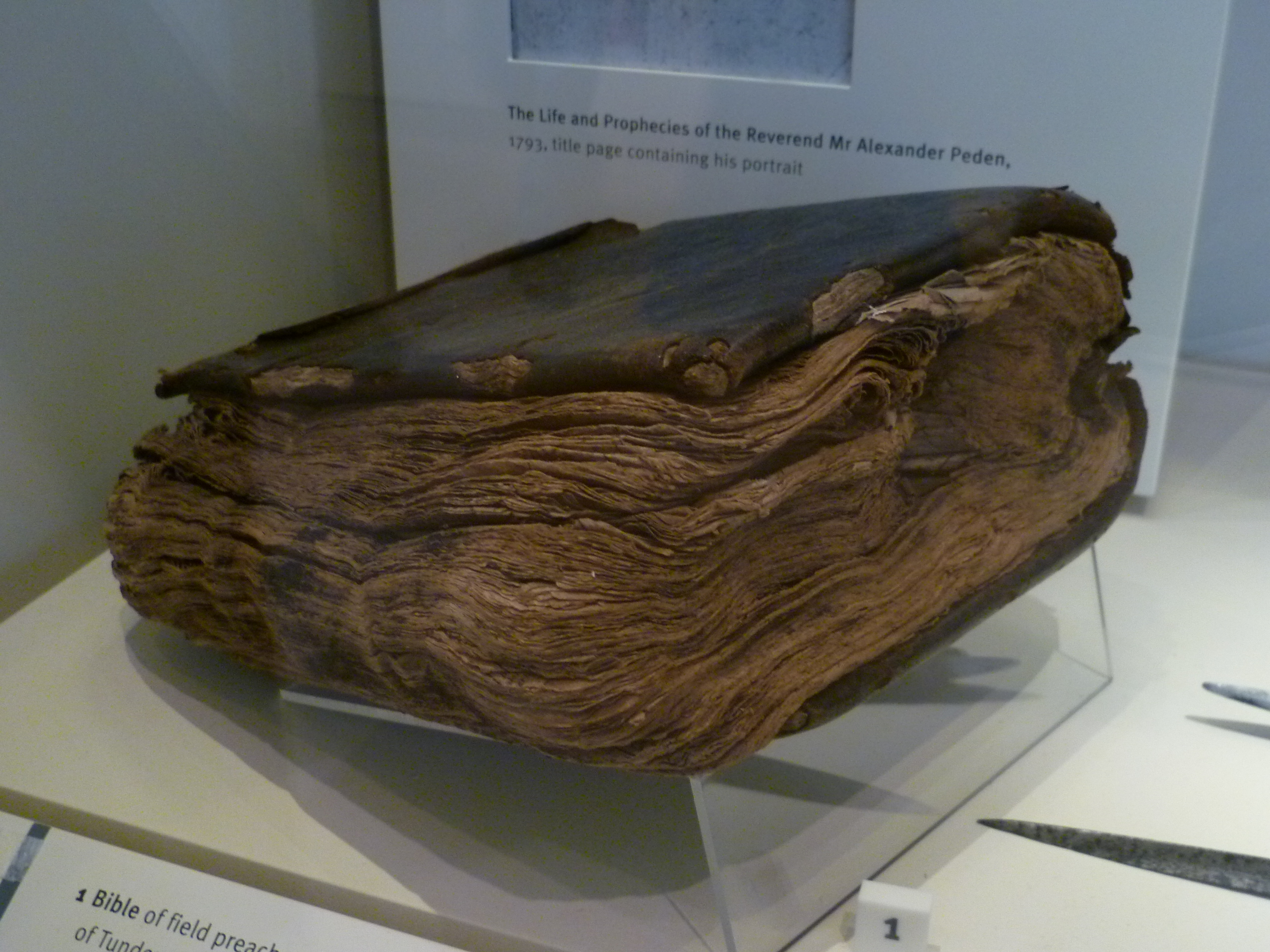
Biblia z historią